# Manfred Kaufmann (Politiker)

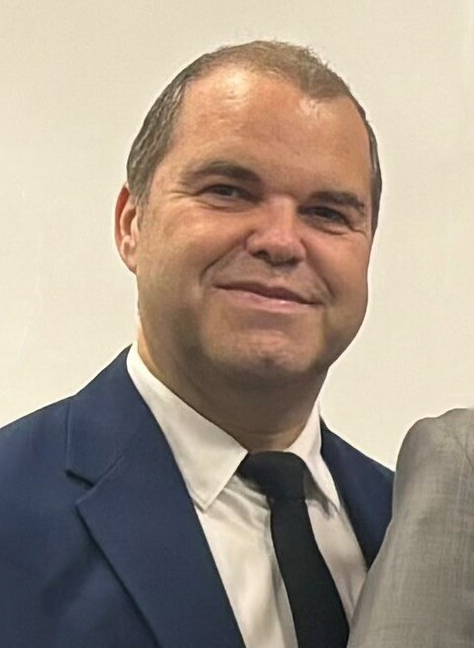
Manfred Kaufmann, 2024

Manfred Kaufmann (* 9. Oktober 1978 in Balzers) ist ein liechtensteinischer Politiker (VU). Seit 2017 ist er Abgeordneter im liechtensteinischen Landtag. Zuvor war er dort bereits von 2013 bis 2017 stellvertretender Abgeordneter. Seit 2025 ist er Präsident des Liechtensteiner Landtages.

## Biografie
Kaufmann wuchs zusammen mit fünf älteren Geschwistern in Balzers auf. Er absolvierte eine kaufmännische Lehre und machte danach einen Abschluss zum Fachmann im Finanz- und Rechnungswesen mit eidg. Fachausweis. Seit 2007 ist er des Weiteren eidg. diplomierter Wirtschaftsprüfer. 2011 legte er die Liechtensteinische Treuhänderprüfung ab.
Bei der Landtagswahl in Liechtenstein 2013 wurde er für die Vaterländische Union stellvertretender Abgeordneter im Landtag des Fürstentums Liechtenstein. Bei der Landtagswahl 2017 wurde er zum Abgeordneten gewählt. Bei den Landtagswahlen 2021 und 2025 erfolgte jeweils seine Wiederwahl. Seit 2013 ist er Stellvertreter in der liechtensteinischen Delegation für die EFTA/EWR-Parlamentarier-Komitees. Von 2017 bis 2021 war er einer der beiden Schriftführer des Landtages. 2025 wurde er zum Landtagspräsidenten gewählt.
Kaufmann ging am 30. Mai 2008 die Ehe mit Dahiana Garcia Vasquez (* 13. Juli 1983) ein und wurde Vater eines Sohnes.